# جغد بیابانی
جغد بیابانی یا جغد گندمگون بیابانی (نام علمی: Strix hadorami)، که قبلاً به عنوان جغد هیوم شناخته می‌شد، گونه‌ای از جغدها است. این گونه با جغد جنگلی و جغد طلایی دارای پراکنش، ارتباط نزدیکتری دارد.
این گونه بخشی از خانواده جغدان راستین (Strigidae) است که معمولاً به عنوان جغدهای حقیقی شناخته می‌شوند و بیشتر گونه‌های جغد را در خود جای داده‌است. خانواده دیگر جغدان انبار (Tytonidae) است.
جغد بیابانی، در اسرائیل، شمال شرقی مصر، اردن و شبه جزیره عربستان زادآوری می‌کند. زیستگاه آن بیابانی، نیمه بیابانی، دره‌های صخره‌ای و نخلستان است. در شکاف‌ها و سوراخ‌های صخره‌ها لانه می‌سازد. رژیم غذایی آن شامل ول‌ها، موش‌ها و حشرات بزرگ است.
این یک جغد بی‌گوش با اندازه متوسط است که از جغد جنگلی به طول ۲۹ تا ۳۳ سانتیمتر کوچک‌تر است. عمدتاً شب‌زی و کم‌تحرک است. بدن تنومند و سر گرد آن یک جغد جنگلی کوچک را به یاد می‌آورد، اما رنگ پریده‌تر و با رگه‌های کمتر است، به‌ویژه در زیرتنه و چشم‌های زرد دارد.
ندای جغد بیابانی یک hoooo-ho-ho-ho-ho که از نظر ریتم شبیه به یاکریم اوراسیایی است. ندای ماده‌ها عمیق‌تر و کمتر از ندای نرها متمایز است.